# Baia Sprie

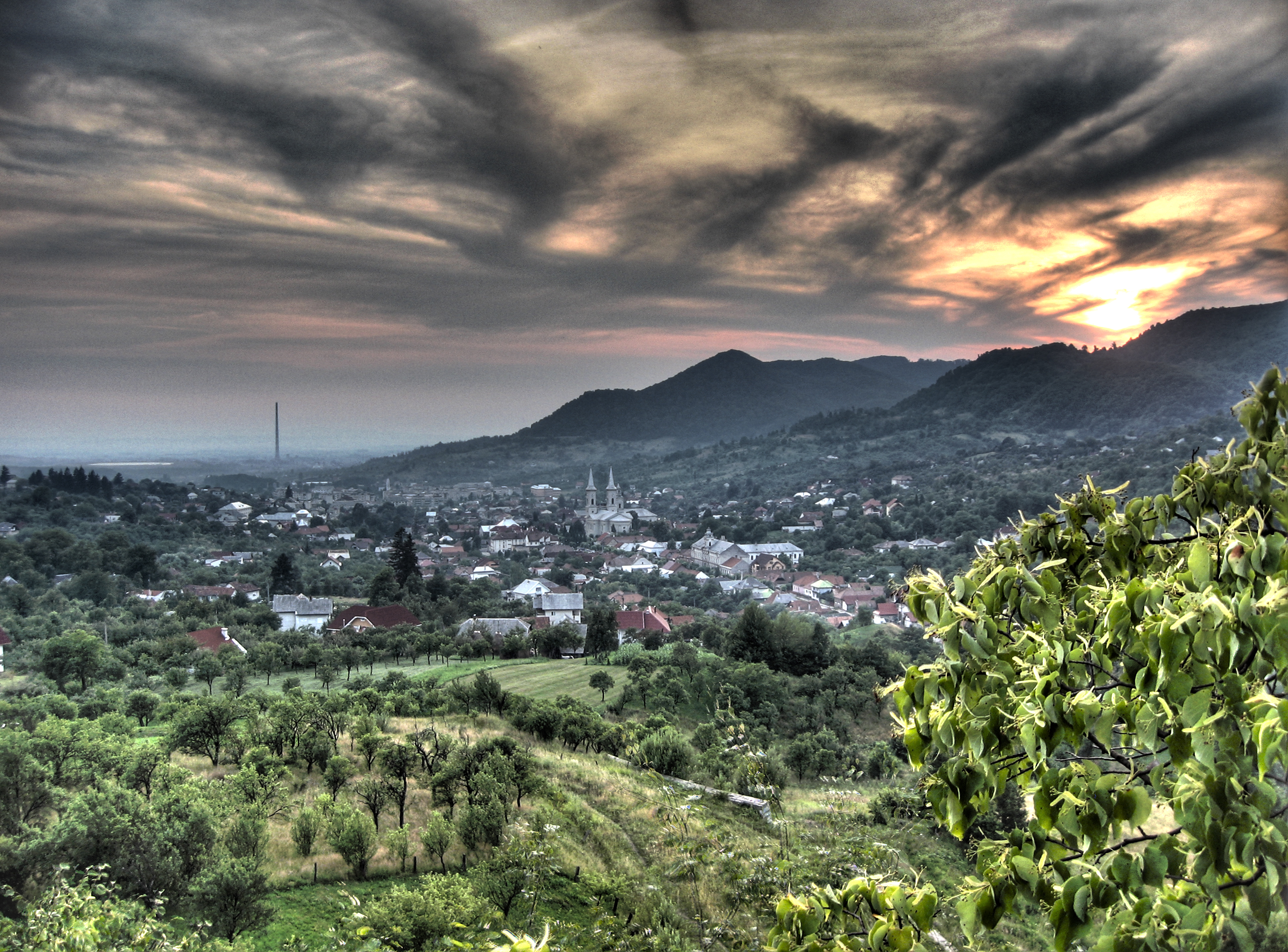

Baia Sprie é uma cidade da Romênia com 15735 habitantes, localizada no județ (distrito) de Maramureș.